# Judd
Judd – marka silników spalinowych wykorzystywanych w sporcie motorowym do napędu samochodów wyścigowych. Silniki projektuje i produkuje przedsiębiorstwo Engine Developments Ltd., założone przez Johna Judda i Jacka Brabhama w Rugby w 1971 roku.
Początkowo celem wytwórcy było dostarczanie silników Brabhamowi. Jedno z pierwszych przedsiębiorstw, którym Cosworth pozwolił przebudowywać silniki DFV. Od tego czasu rozwinęła się w różne obszary sportów motorowych.
Engine Developments Ltd. dostarczała silniki do różnych formuł wyścigowych (w tym Formuły 1), wyścigów samochodów sportowych i turystycznych. Była powiązana z różnymi producentami m.in. Honda, MG Cars, Yamaha, ale głównie dostarczała silniki klientom.

## Historia

### Niższe formuły
Po odejściu Jacka Brabhama z Judd otrzymał zlecenie od Hondy, na wybudowanie silnika dla zespołu Formuły 2, Ralt, którego właścicielem był Ron Tauranac.
Po rozwiązaniu Formuły 2 Judd nadal produkował silniki dla Hondy. Pierwszym był Judd AV, turbodoładowany silnik V8, którego Honda chciała użyć w serii CART. Po raz pierwszy tego silnika użył zespół Galles Racing podczas Indianapolis 500 w 1987 roku. Jedyne zwycięstwo samochodem z tym silnikiem odniósł w tej serii Bobby Rahal podczas zawodów Pocono 500 w 1988 roku. Judd we wczesnych latach 90 XX w. nadal rozwijał silniki AV, nawet po tym, gdy Honda zrezygnowała z przedsięwzięcia. Gdy japoński producent przeniósł się do Formuły 3000, Judd ponownie rozpoczął dla niej produkcję silników. Oparty na silniku AV silnik BV był silnikiem wolnossącym, a na jego podstawie zbudowano silnik CV, który Judd wystawił do Formuły 1.

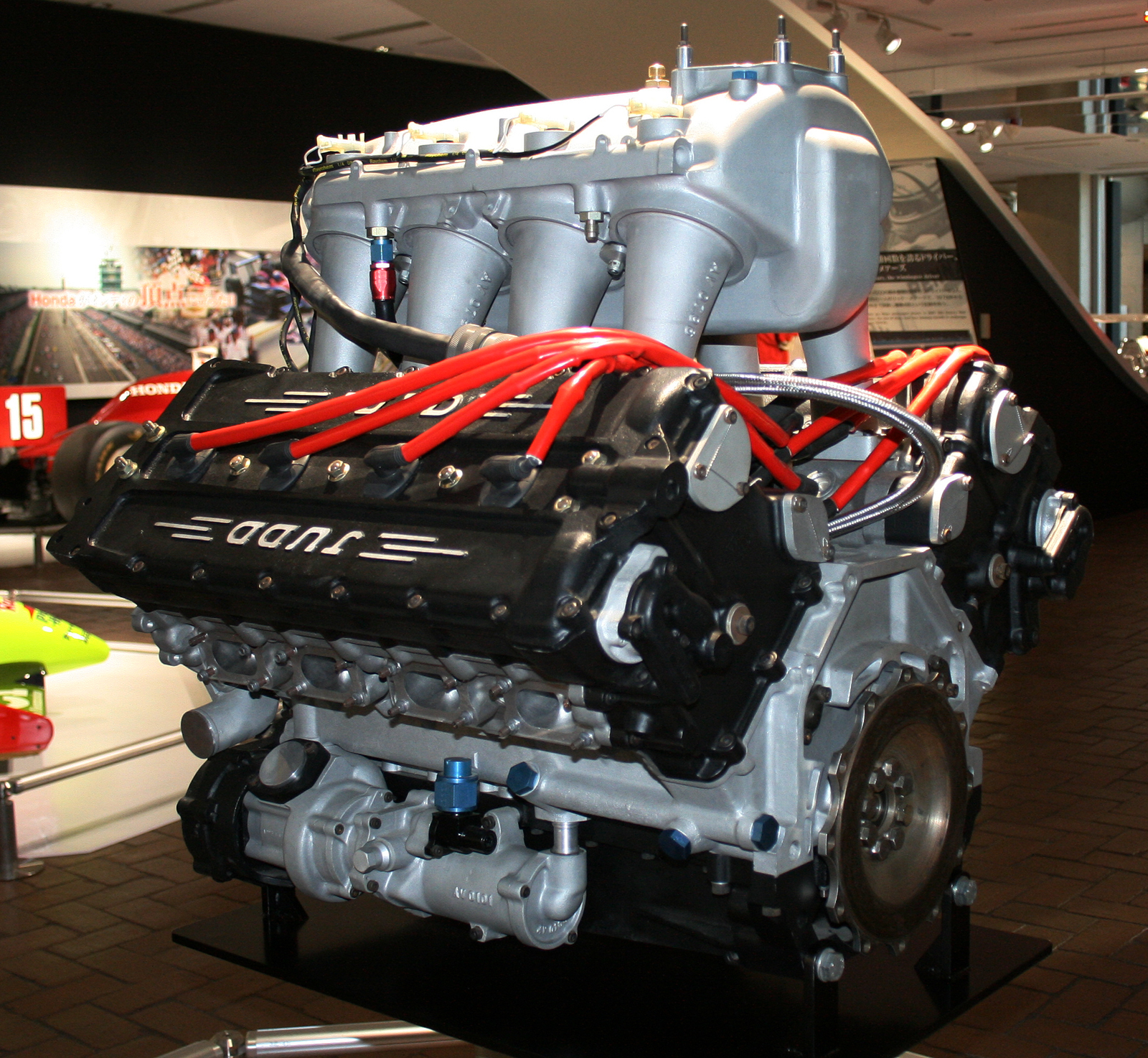
Silnik z 1989 r. Judd AV

#### KV
Po odejściu wytwórcy z Formuły 1, wrócił do Formuły 3000 w roku 1995. W tym celu zbudował nowy silnik V8, oznaczony KV. Judd produkował we współpracy z Zytek silniki, z których korzystał każdy zespół Formuły 3000. Zbudowano około 80 silników KV. Po odejściu Judda, Zytek oparł swe silniki dostarczane w 2005 roku dla serii A1 Grand Prix na silnikach KV.

### Formuła 1
W 1988 roku, w porozumieniu z March Engineering, Judd wyprodukował silnik wolnossący dla Formuły 1. Silniki takie w 1989 roku całkowicie wyparły jednostki turbodoładowane. Judd oparł swój silnik na stosowanej w Formule 3000 jednostce BV, by oszczędzić pieniądze i czas. Silniki Judd miały być silnikami "klienckimi" będącymi alternatywą dla stosowanych przez zazwyczaj mniejsze zespoły silników Forda.

#### CV
Pierwszym silnikiem Formuły 1 wyprodukowanym przez Judda był silnik oznaczony symbolem CV. To silnik wolnossący V8 o pojemności 3,5 litra. Jednostka miała wiele wspólnych cech konstrukcyjnych z BV. Początkowo silników Judd używał March, ale później na współpracę po wygaśnięciu umowy z Hondą zdecydował się Williams. W sezonie 1988 z silników tych korzystał również Ligier. Samochody napędzane silnikami Judd zdobyły w pierwszym sezonie cztery miejsca na podium.
Na sezon 1989 zbudowano nowy silnik – EV, z kątem rozwidlenia cylindrów wynoszącym 76 stopni (w silnikach AV, BV i CV kąt ten wynosił 90 stopni). Nadal jako tańszą alternatywę rozwijano jednak silnik CV, z którego w roku 1989 korzystały Lotus i EuroBrun. W sezonie 1990 z silników CV korzystał nadal EuroBrun, a później jeszcze Life.

#### EV
Na sezon 1989 zbudowano silnik EV z mniejszym kątem rozwidlenia cylindrów. Początkowo miał on wynosić 75 stopni, ale po badaniach za pomocą CNC zdecydowano, że lepszym kątem będzie 76 stopni. Z silnika tego korzystały March i Brabham, a każdy z tych zespołów wywalczył po jednym miejscu na podium. Zespoły te korzystały z jednostek EV również w 1990 roku (chociaż zmieniono nazwę z March na Leyton House). W roku tym drugie miejsce zdobył Leyton Housem Ivan Capelli w Grand Prix Francji. W sezonie 1991 z jednostek Judd EV korzystał Lotus.

#### GV
Na sezon 1991 Judd wybudował nową jednostkę, GV. Nie był to silnik V8, a V10. Kąt rozwidlenia cylindrów wynosił w nim 72 stopnie. Był to stosunkowo mocny silnik, a korzystała z niego Scuderia Italia. Trzecie miejsce w Grand Prix San Marino zdobył Italią JJ Lehto. W sezonie 1992 z silników GV korzystały Brabham i Andrea Moda. Oba zespoły miały jednak problemy z kwalifikowaniem się do wyścigów, i żaden z nich nie zdobył w tamtym sezonie ani punktu. Po roku 1992 Judd wycofał się z Formuły 1.

#### Partnerstwo z Yamahą

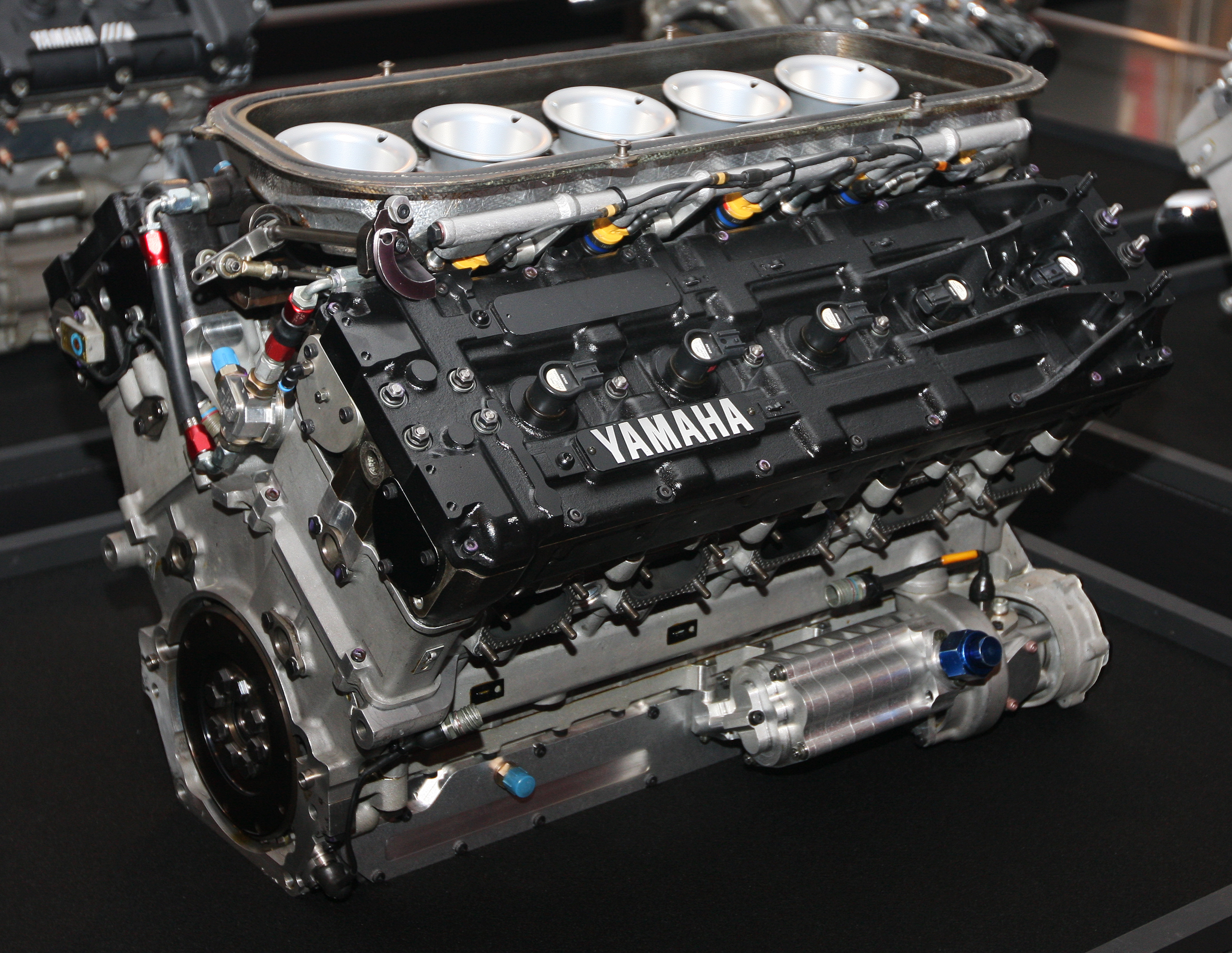
Silnik Yamaha OX10A, wariant silnika Judd GV

Po odejściu firmy z Formuły 1 po 1992 roku, John Judd został pracownikiem Yamahy, gdzie nadal produkował silniki. Opierając się na silniku Judd GV, Yamaha wyprodukowała silnik OX10, którego początkowo dostarczała Tyrrellowi. W 1993 Tyrrell nie zdobył ani punktu, ale w sezonie 1994 brytyjski zespół niespodziewanie osiągał dobre wyniki, a Mark Blundell był trzeci w Grand Prix Hiszpanii.
Przepisy na sezon 1995 zmniejszały pojemność silnika do 3 litrów. Silnik OX10C (w oznaczeniu Judda – HV) miał zmniejszoną pojemność, ale architektura silnika była ta sama. Tyrrell zdobył 5 punktów. Tyle samo punktów zespół ten zdobył w sezonie 1996, chociaż zastosował wówczas całkowicie nowe silniki Yamaha OX11 (Judd JV). Po sezonie 1996 Tyrrell zmienił dostawcę silników na Forda, ale w sezonie 1997 z silników Yamaha korzystał Arrows, którym Damon Hill prawie wygrał Grand Prix Węgier.

### Samochody sportowe

#### GV10
Od 1991 roku w Mistrzostwach Świata Samochodów Sportowych można było stosować silniki takie, jak w Formule 1. Była to próba ograniczenia kosztów poprzez umożliwienie zespołom zakupu silników Formuły 1. To umożliwiło Juddowi dostarczanie do tej serii silników oznaczonych jako GV10. Korzystały z niego Mazda i Euro Racing.
Serię tę rozwiązano w 1993 roku.

#### GV4
Po nawiązaniu partnerstwa z Yamahą Judd ponownie rozpoczął dostarczanie silników w seriach wyścigów samochodów sportowych. W ten sposób powstał silnik GV4, oparty na silniku GV10, ale mający pojemność 4 litrów i stosujący nowe technologie. Był on używany w serii Sports Racing World Cup. Silnik ten był używany w większości samochodów, z wyjątkiem Ferrari 333 SP. Ostatecznie zespół Racing for Holland, stosujący silniki Judd, wygrał mistrzostwa tej serii w latach 2002−2003.
Silnik ten był używany również w zawodach 24h Le Mans oraz 24h Daytona.

#### KV675
W roku 2001 Automobile Club de l’Ouest – organizator wyścigu 24h Le Mans – ogłosił nowe przepisy dla serii LMP675 wyścigów prototypów Le Mans, które pozwalały na stosowanie silników wolnossących V8 o pojemności do 3,4 litra. W ten sposób, na bazie silnika Judd KV, powstał silnik KV675.
W debiutanckim roku samochód zespołu Dick Barbour Racing napędzany tym silnikiem wygrał mistrzostwa American Le Mans Series w klasie LMP675. Samochód napędzany silnikiem KV675 wygrał klasę w wyścigu 24h Le Mans w 2004 roku.

#### GV5
W 2002 roku Judd wprowadził odmianę silnika GV4, oznaczoną GV5. Jego pojemność była zwiększona do 5 litrów. Silnik ten miał ograniczone obroty, a zwiększony moment obrotowyu i wytrzymałość. W debiutanckim roku zespół Doran, korzystający z silników Judd, zdobył drugie miejsce w zawodach Rolex Sports Car Series. Korzystając z tego silnika, Pescarolo Sport zdobyło czwarte miejsce w zawodach 24h Le Mans w 2004 roku. W następnym roku w wyścigu 24h Le Mans kierowcy Pescarolo Sports zdobyli drugie miejsce, a zespół ten wygrał klasyfikację zespołów w serii Le Mans Endurance Series.
W 2006 roku silnik GV5 został ulepszony, a poprzez użycie lżejszych materiałów jego masę zmniejszono o 20 kg. Z jednostki tej, oznaczonej jako GV5 S2, ponownie korzystał zespół Pescarolo Sports. Ponownie zdobył także drugie miejsce w 24h Le Mans i pierwsze w Le Mans Endurance Series.
W 2007 roku silnikowi zwiększono pojemność do 5,5 litra. Miał zwiększoną moc i moment obrotowy, a zmniejszone zużycie paliwa. Oznaczony jest symbolem GV5.5 S2 i stosowany do dzisiaj.

#### XV675
Judd próbował zastąpić w serii Champ Car World Series jako wyłącznego dostawcę silników Forda. W porozumieniu z MG rozwinął silnik KV675 i oznaczył go XV675. Zamiary Judda nie zostały jednak urzeczywistnione, chociaż silnika tego używał Ray Mallock Ltd., wygrywając klasę LMP2 w wyścigu 24h Le Mans 2005.

#### DB

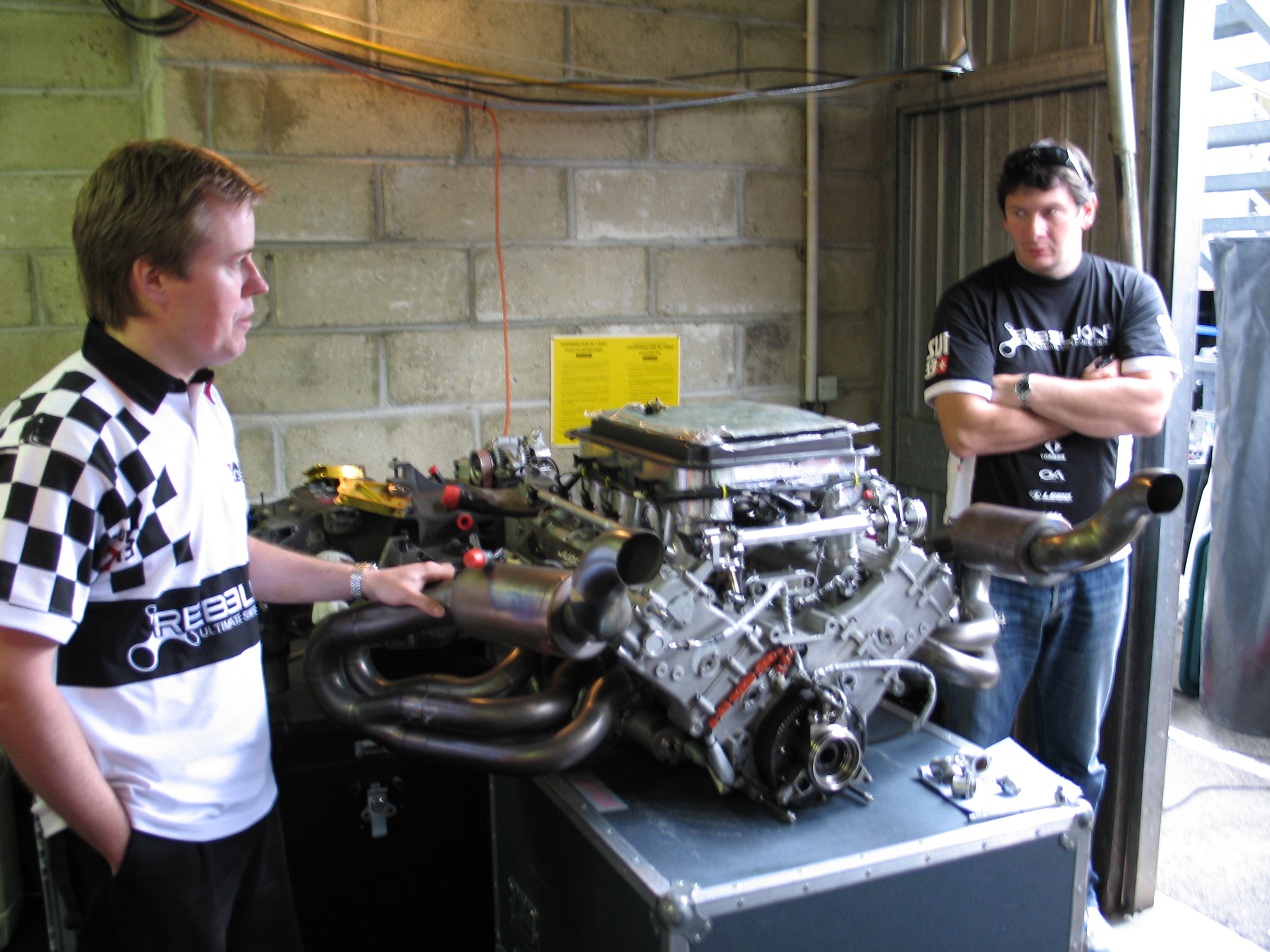
Silnik Judd DB

Pod koniec 2007 roku Judd ogłosił zamiary zastąpienia silnika XV675 jednostką oznaczoną DB. Silnik nadal miał pojemność 3,4 litra, ale był całkowicie nowy. Firma planowała współpracę z czołowym zespołem LMP2 w celu testowania silników. Silnik został udostępniony klientom. Obecnie silnik ten napędza Lole B08/80 w Le Mans Series w klasie LMP2.

### Samochody turystyczne
W 1997 roku firma Engine Developments została wybrana przez Nissana, by rozwijać silnik Primery dla serii British Touring Car Championship. Nissan wygrał mistrzostwa tej serii w klasyfikacji konstruktorów w latach 1998−1999, a Laurent Aïello w klasyfikacji kierowców w roku 1998.
W 2004 roku Judd na skutek umowy z MG dostarczał silniki oznaczone K2000 dla modelu ZS ścigającego się w BTCC. Na skutek problemów finansowych MG wycofało się z tej serii rok później. Z silnika K2000 korzystał Des Wheatley, kiedy wygrywał MG Metro Mistrzostwa Wielkiej Brytanii w Rallycrossie.

## Wyniki w Formule 1
| Legenda oznaczeń w tabelach wyników Wyświetl szablon na nowej stronie | Legenda oznaczeń w tabelach wyników Wyświetl szablon na nowej stronie                                                                     |
| Oznaczenie                                                            | Wyjaśnienie |
| --------------------------------------------------------------------- | --- |
| Złoty                                                                 | Zwycięzca lub mistrzostwo |
| Srebrny                                                               | 2. miejsce lub wicemistrzostwo |
| Brązowy                                                               | 3. miejsce lub II wicemistrzostwo |
| Zielony                                                               | Ukończył, punktował (w klasyfikacji generalnej, gdy zdobył co najmniej jeden punkt na przestrzeni sezonu, poza trzema powyższymi opcjami) |
| Niebieski                                                             | Ukończył, nie punktował (w klasyfikacji generalnej, gdy nie zdobył co najmniej jednego punktu na przestrzeni sezonu)                      |
| Czerwony                                                              | Nie zakwalifikował się (NZ) |
| Czerwony                                                              | Nie prekwalifikował się (NPK) |
| Różowy                                                                | Nie ukończył (NU) |
| Różowy                                                                | Niesklasyfikowany (NS) (w klasyfikacji generalnej, gdy nie został sklasyfikowany w żadnym wyścigu sezonu)                                 |
| Czarny                                                                | Zdyskwalifikowany (DK) |
| Czarny                                                                | Wykluczony (WYK/EX) |
| Biały                                                                 | Nie wystartował (NW) |
| Biały                                                                 | Kontuzjowany (K/INJ) |
| Biały                                                                 | Wyścig odwołany (OD/C) |
| Bez koloru                                                            | Został wycofany (WYC/WD) |
| Bez koloru                                                            | Nie przybył (NP/DNA) |
| Bez koloru                                                            | Nie brał udziału w treningach (NT/DNP) |
| Bez koloru                                                            | Nie został zgłoszony (–) |
| Pogrubienie                                                           | Start z pole position |
| Kursywa                                                               | Najszybsze okrążenie wyścigu |
| †                                                                     | Nie ukończył, ale jego rezultat został zaliczony ze względu na przejechanie więcej niż 90% dystansu wyścigu.                              |
| *                                                                     | Sezon w trakcie |
| 1/2/3                                                                 | Punktowana pozycja w sprincie kwalifikacyjnym                                                                                             |
| Lista systemów punktacji Formuły 1                                    | |

| Sezon | Zespół       | Samochód     | Silnik          | Opony | Kierowcy             | Wyniki w poszczególnych eliminacjach | Wyniki w poszczególnych eliminacjach | Wyniki w poszczególnych eliminacjach | Wyniki w poszczególnych eliminacjach | Wyniki w poszczególnych eliminacjach | Wyniki w poszczególnych eliminacjach | Wyniki w poszczególnych eliminacjach | Wyniki w poszczególnych eliminacjach | Wyniki w poszczególnych eliminacjach | Wyniki w poszczególnych eliminacjach | Wyniki w poszczególnych eliminacjach | Wyniki w poszczególnych eliminacjach | Wyniki w poszczególnych eliminacjach | Wyniki w poszczególnych eliminacjach | Wyniki w poszczególnych eliminacjach | Wyniki w poszczególnych eliminacjach | Pkt. | Msc. |
| ----- | ------------ | ------------ | --------------- | ----- | -------------------- | ------------------------------------ | ------------------------------------ | ------------------------------------ | ------------------------------------ | ------------------------------------ | ------------------------------------ | ------------------------------------ | ------------------------------------ | ------------------------------------ | ------------------------------------ | ------------------------------------ | ------------------------------------ | ------------------------------------ | ------------------------------------ | ------------------------------------ | ------------------------------------ | ---- | ---- |
| 1988  | Williams     | FW12         | Judd CV 3.5 V8  | G     |                      | BRA                                  | SMR                                  | MCO                                  | MEX                                  | CND                                  | DET                                  | FRA                                  | GBR                                  | DEU                                  | HUN                                  | BEL                                  | ITA                                  | POR                                  | ESP                                  | JAP                                  | AUS                                  | 20   | 7    |
| 1988  | Williams     | FW12         | Judd CV 3.5 V8  | G     | Nigel Mansell        | NU                                   | NU                                   | NU                                   | NU                                   | NU                                   | NU                                   | NU                                   | 2                                    | NU                                   | NU                                   |                                      |                                      | NU                                   | 2                                    | NU                                   | NU                                   | 20   | 7    |
| 1988  | Williams     | FW12         | Judd CV 3.5 V8  | G     | Martin Brundle       |                                      |                                      |                                      |                                      |                                      |                                      |                                      |                                      |                                      |                                      | 7                                    |                                      |                                      |                                      |                                      |                                      | 20   | 7    |
| 1988  | Williams     | FW12         | Judd CV 3.5 V8  | G     | Jean-Louis Schlesser |                                      |                                      |                                      |                                      |                                      |                                      |                                      |                                      |                                      |                                      |                                      | 11                                   |                                      |                                      |                                      |                                      | 20   | 7    |
| 1988  | Williams     | FW12         | Judd CV 3.5 V8  | G     | Riccardo Patrese     | NU                                   | 13                                   | 6                                    | NU                                   | NU                                   | NU                                   | NU                                   | 8                                    | NU                                   | 6                                    | NU                                   | 7                                    | NU                                   | 5                                    | 6                                    | 4                                    | 20   | 7    |
| 1988  | March        | 881          | Judd CV 3.5 V8  | G     |                      |                                      |                                      |                                      |                                      |                                      |                                      |                                      |                                      |                                      |                                      |                                      |                                      |                                      |                                      |                                      |                                      |      |      |
| 1988  | March        | 881          | Judd CV 3.5 V8  | G     | Maurício Gugelmin    | NU                                   | 15                                   | NU                                   | NU                                   | NU                                   | NU                                   | 8                                    | 4                                    | 8                                    | 5                                    | NU                                   | 8                                    | NU                                   | 7                                    | 10                                   | NU                                   | 22   | 6    |
| 1988  | March        | 881          | Judd CV 3.5 V8  | G     | Ivan Capelli         | NU                                   | NU                                   | 10                                   | 16                                   | 5                                    | NW                                   | 9                                    | NU                                   | 5                                    | NU                                   | 3                                    | 5                                    | 2                                    | NU                                   | NU                                   | 6                                    | 22   | 6    |
| 1988  | Ligier       | JS31         | Judd CV 3.5 V8  | G     |                      |                                      |                                      |                                      |                                      |                                      |                                      |                                      |                                      |                                      |                                      |                                      |                                      |                                      |                                      |                                      |                                      |      |      |
| 1988  | Ligier       | JS31         | Judd CV 3.5 V8  | G     | René Arnoux          | NU                                   | NZ                                   | NU                                   | NU                                   | NU                                   | NU                                   | NZ                                   | 18                                   | 17                                   | NU                                   | NU                                   | 13                                   | 10                                   | NU                                   | 17                                   | NU                                   | 0    | –    |
| 1988  | Ligier       | JS31         | Judd CV 3.5 V8  | G     | Stefan Johansson     | 9                                    | NZ                                   | NU                                   | 10                                   | NU                                   | NU                                   | NZ                                   | NZ                                   | NZ                                   | NU                                   | 11                                   | NZ                                   | NU                                   | NU                                   | NZ                                   | 9                                    | 0    | –    |
| 1989  | Brabham      | BT58         | Judd EV 3.5 V8  | P     |                      | BRA                                  | SMR                                  | MCO                                  | MEX                                  | USA                                  | CND                                  | FRA                                  | GBR                                  | DEU                                  | HUN                                  | BEL                                  | ITA                                  | POR                                  | ESP                                  | JAP                                  | AUS                                  | 8    | 9    |
| 1989  | Brabham      | BT58         | Judd EV 3.5 V8  | P     | Martin Brundle       | NU                                   | NU                                   | 6                                    | 9                                    | NU                                   | NPK                                  | NPK                                  | NU                                   | 8                                    | 12                                   | NU                                   | 6                                    | 8                                    | NU                                   | 5                                    | NU                                   | 8    | 9    |
| 1989  | Brabham      | BT58         | Judd EV 3.5 V8  | P     | Stefano Modena       | NU                                   | NU                                   | 3                                    | 10                                   | NU                                   | NU                                   | NU                                   | NU                                   | NU                                   | 11                                   | NU                                   | NZ                                   | 14                                   | NU                                   | NU                                   | 8                                    | 8    | 9    |
| 1989  | Lotus        | 101          | Judd CV 3.5 V8  | G     |                      |                                      |                                      |                                      |                                      |                                      |                                      |                                      |                                      |                                      |                                      |                                      |                                      |                                      |                                      |                                      |                                      |      |      |
| 1989  | Lotus        | 101          | Judd CV 3.5 V8  | G     | Nelson Piquet        | NU                                   | NU                                   | NU                                   | 11                                   | NU                                   | 4                                    | 8                                    | 4                                    | 5                                    | 6                                    | NZ                                   | NU                                   | NU                                   | 8                                    | 6                                    | NU                                   | 15   | 6    |
| 1989  | Lotus        | 101          | Judd CV 3.5 V8  | G     | Satoru Nakajima      | 8                                    | NS                                   | NZ                                   | NU                                   | NU                                   | NZ                                   | NU                                   | 8                                    | NU                                   | NU                                   | NZ                                   | 10                                   | 7                                    | NU                                   | NU                                   | 4                                    | 15   | 6    |
| 1989  | March        | 881 CG891    | Judd EV 3.5 V8  | G     |                      |                                      |                                      |                                      |                                      |                                      |                                      |                                      |                                      |                                      |                                      |                                      |                                      |                                      |                                      |                                      |                                      |      |      |
| 1989  | March        | 881 CG891    | Judd EV 3.5 V8  | G     | Maurício Gugelmin    | 3                                    | NU                                   | NU                                   | NZ                                   | NU                                   | NU                                   | NU                                   | NU                                   | NU                                   | NU                                   | 7                                    | NU                                   | 10                                   | NU                                   | 7                                    | 7                                    | 4    | 12   |
| 1989  | March        | 881 CG891    | Judd EV 3.5 V8  | G     | Ivan Capelli         | NU                                   | NU                                   | 11                                   | NU                                   | NU                                   | NU                                   | NU                                   | NU                                   | NU                                   | NU                                   | 12                                   | NU                                   | NU                                   | NU                                   | NU                                   | NU                                   | 4    | 12   |
| 1989  | EuroBrun     | ER188B ER189 | Judd CV 3.5 V8  | P     |                      |                                      |                                      |                                      |                                      |                                      |                                      |                                      |                                      |                                      |                                      |                                      |                                      |                                      |                                      |                                      |                                      |      |      |
| 1989  | EuroBrun     | ER188B ER189 | Judd CV 3.5 V8  | P     | Gregor Foitek        | NZ                                   | NPK                                  | NPK                                  | NPK                                  | NPK                                  | NPK                                  | NPK                                  | NPK                                  | NPK                                  | NPK                                  | NPK                                  |                                      |                                      |                                      |                                      |                                      | 0    | –    |
| 1989  | EuroBrun     | ER188B ER189 | Judd CV 3.5 V8  | P     | Oscar Larrauri       |                                      |                                      |                                      |                                      |                                      |                                      |                                      |                                      |                                      |                                      |                                      | NPK                                  | NPK                                  | NPK                                  | NPK                                  | NPK                                  | 0    | –    |
| 1990  | Brabham      | BT58 BT59    | Judd EV 3.5 V8  | P     |                      | USA                                  | BRA                                  | SMR                                  | MCO                                  | CND                                  | MEX                                  | FRA                                  | GBR                                  | DEU                                  | HUN                                  | BEL                                  | ITA                                  | POR                                  | ESP                                  | JPN                                  | AUS                                  | 2    | 10   |
| 1990  | Brabham      | BT58 BT59    | Judd EV 3.5 V8  | P     | Gregor Foitek        | NU                                   | NU                                   |                                      |                                      |                                      |                                      |                                      |                                      |                                      |                                      |                                      |                                      |                                      |                                      |                                      |                                      | 2    | 10   |
| 1990  | Brabham      | BT58 BT59    | Judd EV 3.5 V8  | P     | David Brabham        |                                      |                                      | NZ                                   | NU                                   | NZ                                   | NU                                   | 15                                   | NZ                                   | NU                                   | NZ                                   | NU                                   | NZ                                   | NU                                   | NZ                                   | NU                                   | NU                                   | 2    | 10   |
| 1990  | Brabham      | BT58 BT59    | Judd EV 3.5 V8  | P     | Stefano Modena       | 5                                    | NU                                   | NU                                   | NU                                   | 7                                    | 11                                   | 13                                   | 9                                    | NU                                   | NU                                   | 17                                   | NU                                   | NU                                   | NU                                   | NU                                   | 12                                   | 2    | 10   |
| 1990  | Leyton House | CG901        | Judd EV 3.5 V8  | P     |                      |                                      |                                      |                                      |                                      |                                      |                                      |                                      |                                      |                                      |                                      |                                      |                                      |                                      |                                      |                                      |                                      |      |      |
| 1990  | Leyton House | CG901        | Judd EV 3.5 V8  | P     | Maurício Gugelmin    | 14                                   | NZ                                   | NU                                   | NZ                                   | NZ                                   | NZ                                   | NU                                   | NW                                   | NU                                   | 8                                    | 6                                    | NU                                   | 12                                   | 8                                    | NU                                   | NU                                   | 7    | 7    |
| 1990  | Leyton House | CG901        | Judd EV 3.5 V8  | P     | Ivan Capelli         | NU                                   | NZ                                   | NU                                   | NU                                   | 10                                   | NZ                                   | 2                                    | NU                                   | 7                                    | NU                                   | 7                                    | NU                                   | NU                                   | NU                                   | NU                                   | NU                                   | 7    | 7    |
| 1990  | EuroBrun     | ER189B       | Judd CV 3.5 V8  | P     |                      |                                      |                                      |                                      |                                      |                                      |                                      |                                      |                                      |                                      |                                      |                                      |                                      |                                      |                                      |                                      |                                      |      |      |
| 1990  | EuroBrun     | ER189B       | Judd CV 3.5 V8  | P     | Roberto Moreno       | 13                                   | NPK                                  | NU                                   | NZ                                   | NZ                                   | DK                                   | NPK                                  | NPK                                  | NPK                                  | NPK                                  | NPK                                  | NPK                                  | NPK                                  | NPK                                  |                                      |                                      | 0    | –    |
| 1990  | EuroBrun     | ER189B       | Judd CV 3.5 V8  | P     | Claudio Langes       | NPK                                  | NPK                                  | NPK                                  | NPK                                  | NPK                                  | NPK                                  | NPK                                  | NPK                                  | NPK                                  | NPK                                  | NPK                                  | NPK                                  | NPK                                  | NPK                                  |                                      |                                      | 0    | –    |
| 1990  | Life         | L190         | Judd CV 3.5 V8  | G     |                      |                                      |                                      |                                      |                                      |                                      |                                      |                                      |                                      |                                      |                                      |                                      |                                      |                                      |                                      |                                      |                                      |      |      |
| 1990  | Life         | L190         | Judd CV 3.5 V8  | G     | Bruno Giacomelli     |                                      |                                      |                                      |                                      |                                      |                                      |                                      |                                      |                                      |                                      |                                      |                                      | NPK                                  | NPK                                  |                                      |                                      | 0    | –    |
| 1991  | Lotus        | 102B         | Judd EV 3.5 V8  | G     |                      | USA                                  | BRA                                  | SMR                                  | MCO                                  | CND                                  | MEX                                  | FRA                                  | GBR                                  | DEU                                  | HUN                                  | BEL                                  | ITA                                  | POR                                  | ESP                                  | JPN                                  | AUS                                  | 3    | 10   |
| 1991  | Lotus        | 102B         | Judd EV 3.5 V8  | G     | Mika Häkkinen        | 13                                   | 9                                    | 5                                    | NU                                   | NU                                   | 9                                    | NZ                                   | 12                                   | NU                                   | 14                                   | NU                                   | 14                                   | 14                                   | NU                                   | NU                                   | 19                                   | 3    | 10   |
| 1991  | Lotus        | 102B         | Judd EV 3.5 V8  | G     | Julian Bailey        | NZ                                   | NZ                                   | 6                                    | NZ                                   |                                      |                                      |                                      |                                      |                                      |                                      |                                      |                                      |                                      |                                      |                                      |                                      | 3    | 10   |
| 1991  | Lotus        | 102B         | Judd EV 3.5 V8  | G     | Johnny Herbert       |                                      |                                      |                                      |                                      | NZ                                   | 10                                   | 10                                   | 14                                   |                                      |                                      | 7                                    |                                      | NU                                   |                                      | NU                                   | 11                                   | 3    | 10   |
| 1991  | Lotus        | 102B         | Judd EV 3.5 V8  | G     | Michael Bartels      |                                      |                                      |                                      |                                      |                                      |                                      |                                      |                                      | NZ                                   | NZ                                   |                                      | NZ                                   |                                      | NZ                                   |                                      |                                      | 3    | 10   |
| 1991  | Italia       | F191         | Judd GV 3.5 V10 | P     |                      |                                      |                                      |                                      |                                      |                                      |                                      |                                      |                                      |                                      |                                      |                                      |                                      |                                      |                                      |                                      |                                      |      |      |
| 1991  | Italia       | F191         | Judd GV 3.5 V10 | P     | Emanuele Pirro       | NU                                   | 11                                   | NPK                                  | 6                                    | 9                                    | NPK                                  | NPK                                  | 10                                   | 10                                   | NU                                   | 8                                    | 10                                   | NU                                   | 15                                   | NU                                   | 7                                    | 5    | 8    |
| 1991  | Italia       | F191         | Judd GV 3.5 V10 | P     | JJ Lehto             | NU                                   | NU                                   | 3                                    | 11                                   | NU                                   | NU                                   | NU                                   | 13                                   | NU                                   | NU                                   | NU                                   | NU                                   | NU                                   | 8                                    | NU                                   | 12                                   | 5    | 8    |
| 1992  | Brabham      | BT60B        | Judd GV 3.5 V10 | G     |                      | ZAF                                  | MEX                                  | BRA                                  | ESP                                  | SMR                                  | MCO                                  | CND                                  | FRA                                  | GBR                                  | DEU                                  | HUN                                  | BEL                                  | ITA                                  | POR                                  | JPN                                  | AUS                                  | 0    | –    |
| 1992  | Brabham      | BT60B        | Judd GV 3.5 V10 | G     | Eric van de Poele    | 13                                   | NZ                                   | NZ                                   | NZ                                   | NZ                                   | NZ                                   | NZ                                   | NZ                                   | NZ                                   | NZ                                   |                                      |                                      |                                      |                                      |                                      |                                      | 0    | –    |
| 1992  | Brabham      | BT60B        | Judd GV 3.5 V10 | G     | Giovanna Amati       | NZ                                   | NZ                                   | NZ                                   |                                      |                                      |                                      |                                      |                                      |                                      |                                      |                                      |                                      |                                      |                                      |                                      |                                      | 0    | –    |
| 1992  | Brabham      | BT60B        | Judd GV 3.5 V10 | G     | Damon Hill           |                                      |                                      |                                      | NZ                                   | NZ                                   | NZ                                   | NZ                                   | NZ                                   | 16                                   | NZ                                   | 11                                   |                                      |                                      |                                      |                                      |                                      | 0    | –    |
| 1992  | Moda         | C4B S921     | Judd GV 3.5 V10 | G     |                      |                                      |                                      |                                      |                                      |                                      |                                      |                                      |                                      |                                      |                                      |                                      |                                      |                                      |                                      |                                      |                                      |      |      |
| 1992  | Moda         | C4B S921     | Judd GV 3.5 V10 | G     | Alex Caffi           | NW                                   | NW                                   |                                      |                                      |                                      |                                      |                                      |                                      |                                      |                                      |                                      |                                      |                                      |                                      |                                      |                                      | 0    | –    |
| 1992  | Moda         | C4B S921     | Judd GV 3.5 V10 | G     | Roberto Moreno       |                                      |                                      | NPK                                  | NPK                                  | NPK                                  | NU                                   | NPK                                  | NW                                   | NPK                                  | NPK                                  | NZ                                   | NZ                                   | NW                                   |                                      |                                      |                                      | 0    | –    |
| 1992  | Moda         | C4B S921     | Judd GV 3.5 V10 | G     | Enrico Bertaggia     | NW                                   | NW                                   |                                      |                                      |                                      |                                      |                                      |                                      |                                      |                                      |                                      |                                      |                                      |                                      |                                      |                                      | 0    | –    |
| 1992  | Moda         | C4B S921     | Judd GV 3.5 V10 | G     | Perry McCarthy       |                                      |                                      | NW                                   | NPK                                  | NPK                                  | NPK                                  | NW                                   | NW                                   | NPK                                  | WYK                                  | NPK                                  | NZ                                   | NW                                   |                                      |                                      |                                      | 0    | –    |

## WWW
- http://www.engdev.com